# Торе (Парма)
Торе је насеље у Италији у округу Парма, региону Емилија-Ромања.
Према процени из 2011. у насељу је живело 132 становника. Насеље се налази на надморској висини од 354 м.